# Grundbedürfnis
Grundbedürfnisse sind Bedürfnisse, die bei einer hierarchischen Aufteilung der Bedürfnisse des Menschen eine hohe Wichtigkeit haben und die im Rahmen des alltäglichen Subsistenzprozesses vordringlich befriedigt werden.
Eine allgemeingültige Definition von Grundbedürfnissen, oder ein allgemeines Verständnis, welche Bedürfnisse hierzu zählen, besteht nicht. Der Begriff wird in unterschiedlichsten Wissenschaften (z. B. der Anthropologie, der Medizin, der Psychologie, Volkswirtschaftslehre, Theologie oder Rechtswissenschaft) und in politischen Diskussionen verwendet.

## Modelle zur hierarchischen Aufteilung von Bedürfnissen

### Grundbedürfnisse nach Maslow
Ein bekanntes hierarchisches Modell der Bedürfnisse ist die Maslowsche Bedürfnispyramide:
Grundbedürfnisse finden sich in diesem Modell in den unteren Stufen:
- körperliche Grundbedürfnisse (auch biologische Grundbedürfnisse genannt):[1] Atmung (saubere Luft); Wärme (Kleidung); Trinken (sauberes Trinkwasser); Essen (gesunde Nahrung); Schlaf (Ruhe und Entspannung)
- Sicherheit: Unterkunft/Wohnung; Gesundheit; Schutz vor Gefahren; Ordnung (Gesetze, Rituale)
- Soziale Beziehungen: Freundeskreis, Partnerschaft, Liebe, Nächstenliebe, Sexualität, Fürsorge, Kommunikation

Eine Abgrenzung oder Definition, die erklärt, was Grundbedürfnisse sind, trifft das Modell nicht. Die unterste Stufe des Modells beschreibt körperliche Grundbedürfnisse.

### Bedürfnisse nach Dringlichkeit
In den Wirtschaftswissenschaften werden Bedürfnisse nach Dringlichkeit ihrer Erfüllung unterschieden.
- Existenzbedürfnisse bestehen auch in Notlagen: ausreichend Nahrung und Wasser, Luft, Kleidung, Wohnraum, Arbeit und medizinische Versorgung.
- Grundbedürfnisse umfassen saubere Luft, sauberes Wasser und Nahrung. Hinzu kommen Schlaf, Unterkunft, Kleidung, Krankenversorgung, Geborgenheit und Partnerschaft.
- Kulturbedürfnisse beschreiben den Wunsch nach Kultur, beispielsweise Ästhetik, kreativem Ausdruck und Bildung.
- Luxusbedürfnisse umfassen die Bedürfnisse nach luxuriösen Gütern und Dienstleistungen (Schmuck, Auto usw.), auch wenn sie an anderen Stellen Not, Leid und Umweltfrevel fördern. Eine Grenze zur Begierde ist nicht vorhanden.

## Die Verwendung des Begriffs in der politischen Diskussion
In der politischen Auseinandersetzung wird der Begriff des Grundbedürfnisses hauptsächlich im Bereich der Sozial-, der Steuer- und der Entwicklungshilfepolitik verwendet.

### Sozialpolitik
In der öffentlichen Diskussion wird der Begriff Grundbedürfnisse meist im Zusammenhang mit der Armutsgrenze oder Sozialleistungen verwendet. Ziel der Sozialpolitik in Deutschland ist, jedermann das sozio-ökonomische Existenzminimum zu gewährleisten. Voraussetzung hierfür ist die Definition der zu Grunde liegenden Grundbedürfnisse. Dies erfolgt in Deutschland über einen Warenkorb, der in einer repräsentativen Umfrage unter den 20 % der ärmsten Haushalte mittels einer „Einkommens- und Verbrauchsstichprobe“ (EVS) erhoben wird. Die dabei ermittelten Kosten stellen den Regelsatz der Sozialhilfe dar.

### Steuerpolitik
In der Steuerpolitik sind Grundbedürfnisse in zwei Bereichen Gegenstand der öffentlichen Diskussion. Zum einen besteht das Verfassungsgebot, das sozio-ökonomische Existenzminimum steuerfrei zu halten,
zum andern bestehen im Bereich der Umsatzsteuer in den meisten Ländern gespaltene Mehrwertsteuersätze. Waren und Dienstleistungen, die zur Deckung der Grundbedürfnisse dienen, unterliegen niedrigeren Steuersätzen, als andere. Der Katalog der Waren und Dienstleistungen, die dem ermäßigten Steuersatz unterliegen (für Deutschland: Anlage 2 zum Umsatzsteuergesetz) stellt eine mögliche Definition von Grundbedürfnissen dar.

### Grundbedürfnisse in der Entwicklungshilfepolitik
In der Entwicklungshilfe orientiert sich die Grundbedürfnisstrategie an der Vorstellung von Grundbedürfnissen.
Die Internationale Arbeitsorganisation (IAO) definierte die Grundbedürfnisse wie folgt: Demnach müssen Mindesterfordernisse wie „ausreichende Ernährung, Wohnung und Bekleidung“ sowie „bestimmte Haushaltsgeräte und Möbel“ verfügbar sein. Außerdem gehören lebenswichtige Dienstleistungen wie Gesundheits- und Bildungseinrichtungen sowie eine Bereitstellung von sanitären Anlagen und sauberem Trinkwasser zu den Grundbedürfnissen.

## Veränderung der Wahrnehmung der Grundbedürfnisse
Die öffentliche Meinung, was ein „Grundbedürfnis“ sei, unterliegt starkem Wertewandel.
Vor allem die seelisch-geistigen Grundbedürfnisse, die sich in bestimmten Erwartungshaltungen manifestieren, sind in hohem Maße kulturell und gesellschaftlich geprägt und können Veränderungen unterliegen. So kann beobachtet werden, dass in Zeiten der existenziellen Krisen (Kriege, Hungersnöte u. a. m.) die seelisch-geistigen Bedürfnisse gegenüber der Befriedigung der physischen Grundbedürfnisse zurücktreten oder scheinbar völlig verschwinden. Sie äußern sich aber z. B. dennoch im Interesse an religiösen Angeboten. Dagegen tritt die Erwartung, dass diese abgeleiteten oder „höheren“ Bedürfnisse befriedigt werden, in Zeiten der existentiellen Sicherung sogar in den Vordergrund und kann eine ebenso große Dringlichkeit erreichen.

## Anwendung in verschiedenen Wissenschaften

### Psychologie
Sowohl die psychischen Grundbedürfnisse als auch die daraus abgeleiteten Gefühle werden von allen Menschen geteilt, wodurch eine gegenseitige Verständigung auf emotionaler Ebene überhaupt erst möglich ist. Unterschiede gibt es hingegen auf der Ebene der kognitiven Bewertungsmechanismen, den Emotionen, denn diese werden durch Erfahrungen geprägt und sind durch den bewussten, freien Willen beeinflussbar. Fehlerhafte kognitive Bewertungsmechanismen können durch die Methoden der Psychotherapie verändert werden, z. B. durch das mentale Training der kognitiven Verhaltenstherapie.
Die Psychologie betrachtet die subjektive Zufriedenheit (z. B. Maslowsche Bedürfnispyramide) und geht von vier Säulen (Grundwerten) aus, die zum Wohlbefinden in einem dynamischen Gleichgewicht sein sollen: Sicherheit, Veränderung (Wechsel), Freiheit und Verbundenheit.
Eine neuere psychologische Theorie, die mit dem Konzept von Grundbedürfnissen arbeitet, ist die Selbstbestimmungstheorie von Deci und Ryan. Diese Autoren postulieren drei psychische Grundbedürfnisse, das Bedürfnis nach Kompetenz (competence), nach Autonomie/Selbstbestimmung (autonomy) und nach sozialer Eingebundenheit (relatedness). Die Grundbedürfnisse werden hier als Anpassungsmechanismen des Individuums an seine physikalische und sozio-kulturelle Umwelt verstanden, deren Befriedigung sich auf die Qualität von Verhalten sowie auf das mit der Ausübung dieses Verhaltens verbundene Wohlbefinden auswirkt.
Es gibt viele weitere psychologische Theorien, die unterschiedliche Grundbedürfnisse aufzählen. Klaus Grawe postuliert in seiner Konsistenztheorie vier Grundbedürfnisse:
- Bindungsbedürfnis
- Bedürfnis nach Orientierung und Kontrolle
- Bedürfnis nach Selbstwerterhöhung und Selbstwertschutz
- Bedürfnis nach Lustgewinn und Unlustvermeidung

Der Sozialpsychologe Erich Fromm maß in seinem Werk Anatomie der menschlichen Destruktivität dem „Streben nach Spannung und Erregung“ eine entscheidende Bedeutung bei. Nach seiner Auffassung ist dieses Grundbedürfnis ein elementarer Antrieb, der sich sowohl in konstruktivem (Kreativität, soziales Engagement, Karrierestreben u. v. m.) als auch in destruktivem Handeln (Vandalismus, asoziales Verhalten, Grausamkeit u. v. m.) ausdrücken kann – je nach den Möglichkeiten, die sich dem Einzelnen bieten. Dies wird heute als Selbstwirksamkeit bezeichnet: Das Bedürfnis, das Leben aktiv beeinflussen zu können, z. B. um Kontrolle zu erlangen, Lust zu empfinden, Unlust zu vermeiden, Wertschätzung zu erlangen
Beispiele für weitere psychische Grundbedürfnisse
- Geliebt werden und Lieben.
- Sicherheit: der politischen Verhältnisse und der wirtschaftlichen Lage.
- Verbundenheit: Zugehörigkeit zu einer Gruppe; Geborgenheit
- Veränderung: Eine gewisse Spannung ist notwendig, sonst versinkt man in Lethargie.
- Anerkennung und Erfolg: Bestätigung durch andere, Arbeitsklima, aussprechen/annehmen von Lob, Umgang mit Kritik, Gefühl des Gebrauchtwerdens
- Freiheit, Selbstbestimmung und Kreativität
- Selbstwertgefühl: Selbstachtung, Selbstvertrauen, Stabilität, kein Selbstmitleid, Kenntnis seiner selbst, Fähigkeit zur Selbstkritik
- Zerstreuung: die Notwendigkeit des Entspannungsprozesses als Gegenpol zu alltäglichen Abläufen zum Erhalt psychischer Belastbarkeit
- Erlebnisse mit Erinnerungswert, menschliche Begegnungen dauerhafter und verlässlicher Art, Erfolge in der Arbeit, bestandene Schwierigkeiten.
- Konsistenz: Übereinstimmung von Vorstellung und Wirklichkeit, z. B. ein Leben in Übereinstimmung mit den eigenen Werten führen zu können.

Nach Schulz von Thun lassen sich diese Grundbedürfnisse in vier zusammenfassen: wertvoll sein, geliebt sein, frei sein, verbunden sein.

#### Strategien zur Sicherung von psychischen Grundbedürfnissen
Die Motivation zur Befriedigung oder den Schutz der Grundbedürfnisse wird über das neuronale Belohnungssystem gesteuert. Es erzeugt einen subtilen Drang, der kognitiv als bewusstes Verlangen wahrgenommen wird, das gestillt werden muss.
Grawe unterscheidet zwischen zwei Verhaltensschemata:
- Annäherungsschemata („hin zu“): Wird durch ein Verhalten ein Grundbedürfnis befriedigt, so schüttet das Gehirn Dopamin aus und dies wird als Erfolgs-, Glücks- oder Flow-Erlebnisse abgespeichert.
- Vermeidungsschemata („weg von“): Strategien, um die Verletzung der Grundbedürfnisse zu vermeiden.

### Medizin und Pflegewissenschaft
Die Medizin betrachtet die Funktionen des Körpers zu ihrer Erfüllung unter (mindestens) drei Aspekten:
1. Physiologie als Lehre des normalen Funktionierens der Organe zur Aufrechterhaltung des eigenen Lebens. Meistens existieren Normwerte mit einer gewissen Bandbreite, innerhalb derer diese definiert sind.
2. Rehabilitation als medizinische Subdisziplin will Patienten befähigen, wieder eigenständig an Beruf und Lebensalltag teilzunehmen. Wichtige Heilhilfsmittel dazu sind die Ergotherapie, Krankengymnastik und die Hilfsmittelversorgung.
3. In der Medizinethik geht es bei dem Gesundheitsbegriff und der Lebensqualität auch um solche Fragen.

Die Pflegewissenschaft, selbst eine junge Disziplin, setzt sich im Rahmen der so genannten Aktivitäten des täglichen Lebens (ATL-Konzept, stark von der amerikanischen Psychologie beeinflusst) oder der Lebensaktivitäten mit diesen Begriffen und ihrer Konkretisierung auseinander.

### Andere Wissenschaften
- Rechtswissenschaft: Menschenrechte, Recht auf Leben – Euthanasie – Todesstrafe, Eigentumsrechte und Mundraub, Unpfändbarkeit und Steuergerechtigkeit
- Theologie: Als im Grunde wichtigstes Bedürfnis wird hier die Erlösung angesehen.
- Volkswirtschaftslehre/Soziologie: Orientieren sich unter anderem auch am Modell von Maslow (gängiger Lehrstoff); siehe auch: Bedürfnis, Bedarf